# Parelvisserij, getuigenis van een eilandeconomie
Parelvisserij, getuigenis van een eilandeconomie is de naam van een werelderfgoed in Bahrein. Het werelderfgoed bestaat uit 17 bouwwerken in Muharraq, drie oesterbanken, een deel van de kust en het Qal’at Bu Mahir-fort op het zuidelijke puntje van Muharraq eiland, waarvandaan de boten naar de oesterbanken vertrokken. De 17 gebouwen bevatten woonhuizen van rijke kooplieden, winkels, pakhuizen en een moskee. 
De locatie is het laatste overgebleven complete voorbeeld van de culturele traditie van het parelduiken in Bahrein.